# Genaro Arias Herrero
Genaro Arias Herrero (Cistierna, 1902-León, 24 de octubre de 1937) fue un minero y sindicalista español de la UGT.

## Biografía
En octubre de 1934 participó en la toma de la mina Teófilo. Posteriormente, tomó las armas de la milicia republicana durante la guerra civil española de 1936-39; era minero. Le faltaba el pie derecho, por lo que era apodado como "El Pata". Residía en Villaseca de Laciana, parte de Villablino. Formó parte del Comité de Villablino durante la Guerra Civil hasta que, tras la ocupación de la comarca por parte de las tropas nacionales, huyó a Pola de Somiedo. Allí, junto a Moisés Álvarez Nieto dirigió el Comité de Guerra de dicha localidad, encargado del control del Concejo y de orientación socialista. 
Con la desaparición del Comité, en octubre de 1936, se incorporó al Batallón n.º 42 "Guerra Pardo", siendo el oficial ayudante del "comandante" García. Tras varios meses de "convalecencia" por heridas de guerra, se incorporó como teniente de enlace al batallón n.º 250. El 2 de octubre de 1937 fue hecho prisionero en el frente de Lillo. Fue juzgado en consejo de guerra por el fusilamiento de prisioneros de guerra y de tres enfermeras prisioneras a las que previamente durante la noche se habría torturado y violado repetidamente (conocidas como las "enfermeras mártires de Somiedo"), y ejecutado a garrote vil en León el 24 de octubre de 1937.